# Jan Bandau

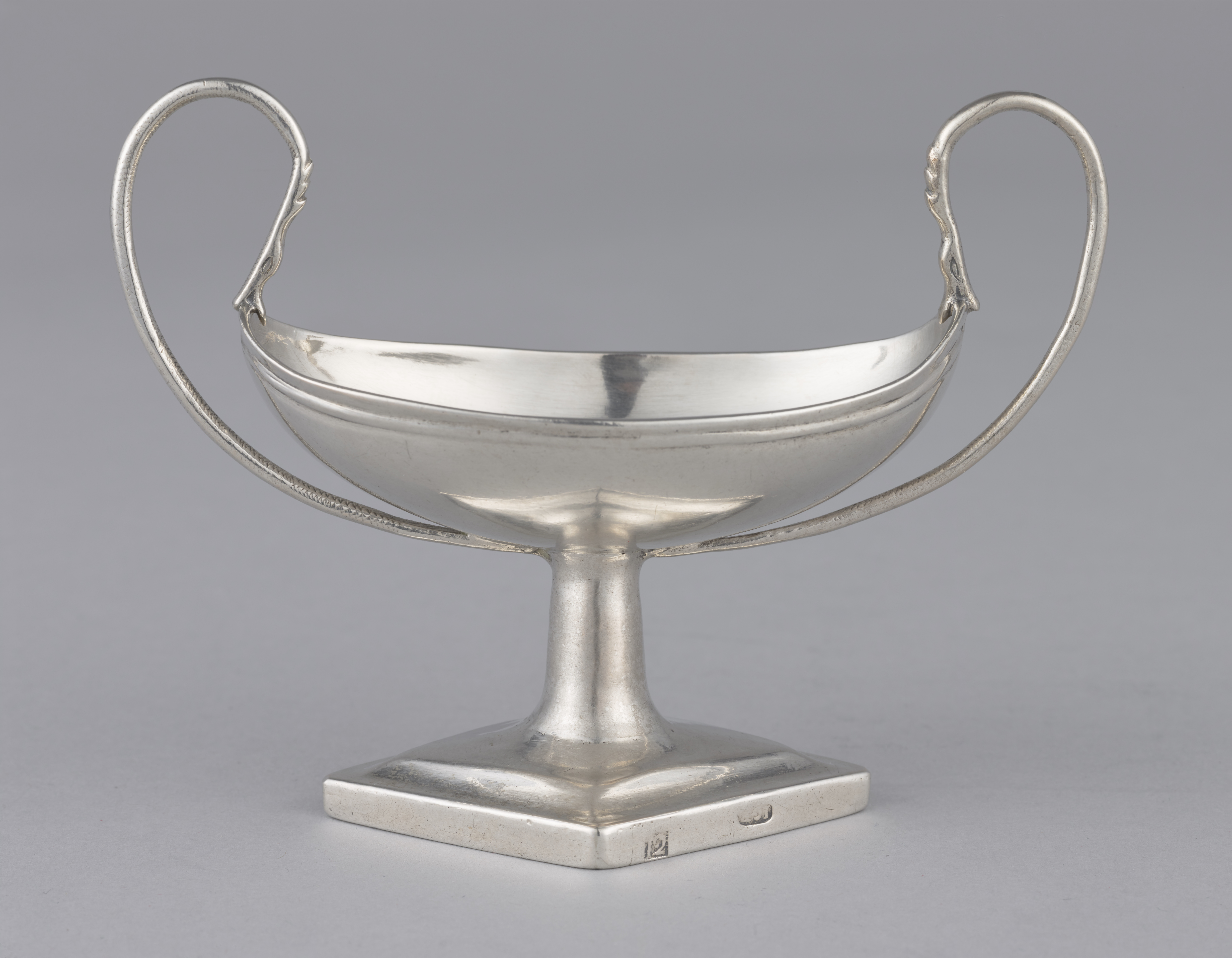
Solniczka z pracowni Jana Jerzego Bandau

Jan Jerzy Bandau (zm. w 1816) – węgierski złotnik, od 1768 tworzący w Warszawie. Należał on do grona najwybitniejszych złotników warszawskich tworzących pod koniec XVIII wieku w stylu tzw. klasycyzmu stanisławowskiego.

## Życiorys
Warsztat jego znajdował się w kamienicy przy ul. Leszno (kamienica była jego własnością). W 1792 zatrudniał on 13 pracowników. Na wyrobach, które wytwarzał znajdował się monogram IGB (Johann Georg Bandau). Wykonywał głównie przedmioty kultowe i użytkowe. Na początku tworzył w stylu rokoko, a od ok. 1785 klasycystycznym. Charakteryzowały się one wyszukaną formą oraz bogactwem dekoracji plastycznej. 
Wśród jego dzieł można wymienić:
- konwie komunijne dla zboru ewangelicko-augsburskiego w Warszawie;
- serwis dla Władysława Gurowskiego (1788);
- monstrancja z Dąbrówki Kościelnej (1791);
- monstrancja dla skarbca katedry poznańskiej (1814).

Niektóre z jego wyrobów znajdują się m.in. w Muzeum Narodowym w Warszawie (m.in. kulisty imbryk), w Muzeum Warszawy (solniczka), w Muzeum Okręgowym w Koninie (srebrne świeczniki na ekspozycji dotyczącej rozwoju oświetlenia od czasów starożytnych do XX wieku), w Muzeum Regionalnym w Krasnymstawie.
Jan Bandau pochowany został na Cmentarzu ewangelicko-augsburskim w Warszawie.